# George Ross (calciatore 1943)
George Ross (Inverness, 15 aprile 1943 – 7 maggio 2016) è stato un allenatore di calcio e calciatore scozzese, di ruolo difensore.

## Caratteristiche tecniche
Era un terzino destro.

## Carriera

### Giocatore
Dopo aver giocato nelle giovanili del Preston N.E. (con cui nel 1960 gioca, e perde, una finale di FA Youth Cup) esordisce in prima squadra (e contestualmente tra i professionisti) all'età di 17 anni, nella stagione 1960-1961, giocando 3 partite nella prima divisione inglese; nei nove anni seguenti gioca invece ininterrottamente in seconda divisione con i Lilywhites, che al termine della stagione 1969-1970 retrocedono in terza divisione; Ross nella stagione 1970-1971 gioca quindi in questa categoria, vincendola, per poi giocare ancora per una stagione e mezzo (fino al gennaio del 1973) al Preston in seconda divisione: nell'arco di dodici stagioni e mezzo trascorse nel club totalizza complessivamente 386 presenze e 3 reti in incontri di campionato (la maggioranza delle quali in seconda divisione). Nella stagione 1963-1964 raggiunge inoltre la finale di FA Cup, poi persa per 3-2 contro il West Ham Utd, giocandola da titolare; con il Preston ha giocato complessivamente 441 partite fra tutte le competizioni ufficiali. Passa quindi al Southport, con cui nell'arco di una stagione e mezzo gioca in totale 31 partite in quarta divisione, senza mai segnare. Dopo una breve parentesi nella NASL ai Washington Diplomats (7 presenze nell'estate del 1974) torna in Inghilterra per chiudere la carriera con la maglia dei semiprofessionisti del Telford, per poi giocare anche con il Morecambe, sempre a livello semiprofessionistico.
In carriera ha totalizzato complessivamente 417 presenze e 3 reti nei campionati della Football League.

### Allenatore
All'inizio della stagione 1983-1984 è diventato allenatore del Southport (che nel frattempo non faceva più parte della Football League dopo la non rielezione del 1978), che l'ha esonerato nel dicembre del 1983.

## Palmarès

### Giocatore

#### Competizioni nazionali
- Third Division: 1

Preston: 1970-1971